# 新兴苴水库
新兴苴水库是中国云南省大理白族自治州祥云县境内的一座水库，位于禾甸河上，建于1957年。水库正常库容为1512万立方米，集雨面积为58平方千米，海拔为45.5米。